# Djami Diallo
Pour les articles homonymes, voir Diallo.
Djami Diallo née en 1989 à Conakry, est une femme politique guinéenne. 
Elle est Ministre de l'Environnement et du Développement durable au sein du Gouvernement Bah Oury depuis le 13 Mars 2024.

## Biographie
Madame Djami Diallo est avocate et passionnée par le développement du continent africain, en particulier celui de la Guinée, ce qui influence fortement sa carrière.
Avant sa nomination au poste de Ministre de l’Environnement et du Développement Durable, elle occupe le rôle de Directrice des Affaires Juridiques de la Présidence de la République de Guinée. À ce poste, elle conseille l'État dans le développement de projets d'infrastructures structurantes et est nommée membre du Comité Stratégique de suivi du projet Simandou, créé en juin 2022. Elle participe activement aux négociations des accords relatifs à ce projet avec les partenaires industriels.
Madame Diallo est également la première Présidente du Conseil d’Administration de la Société nationale des Pétroles (SONAP SA) depuis avril 2022.

Elle est admise aux barreaux de New York depuis 2015 et du New Jersey depuis 2014.

## Parcours professionnel
Avant d’être ministre, Djami Diallo était  avocate au Barreau de New York puis directrice juridique de la présidence de la république de Guinée.
Le 13 Mars 2024, elle accède par décret à la fonction de Ministère de l'Environnement et du Développement durable, en remplacement de Safiatou Diallo,,.